# 1674 год в науке
В 1674 году произошли различные научные и технологические события, некоторые из которых представлены ниже.

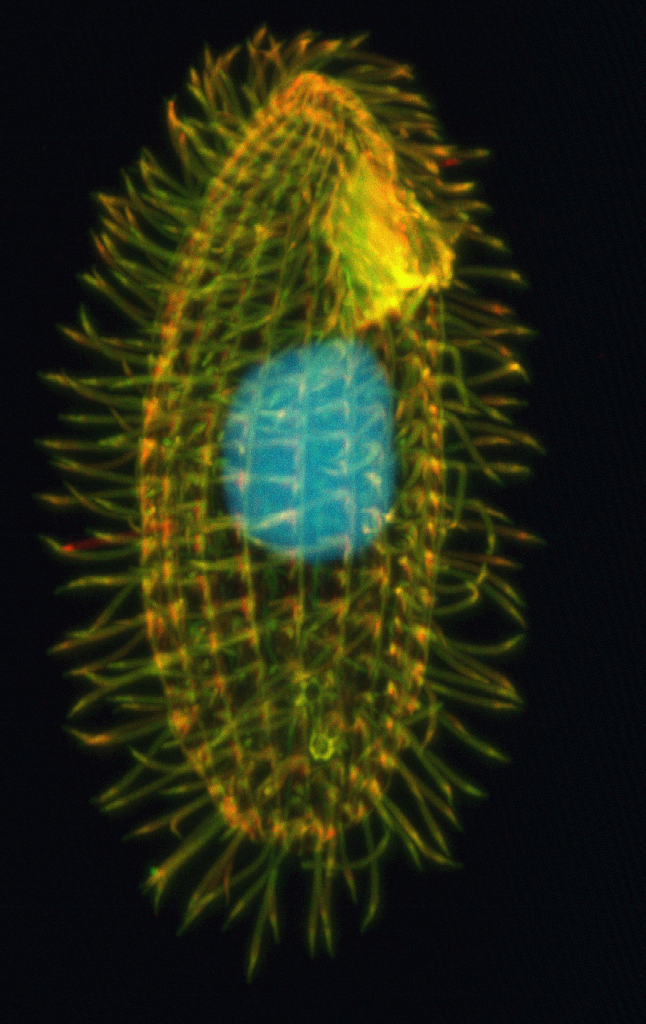
Инфузория Tetrahymena thermophila

## События
- Голландский натуралист Антони ван Левенгук открыл в травяных настоях микроорганизмы, которые назвал «инфузориями»[1].

## Публикации
- Английский врач Томас Уиллис издал «Pharmaceutice rationalis».

## Родились
См. также: Категория:Родившиеся в 1674 году
- 30 марта (дата крещения) — Джетро Талл (умер в 1741 году), английский агротехник и изобретатель.

## Скончались
См. также: Категория:Умершие в 1674 году
- (?) — Жан Пеке (род. в 1622 году), французский врач.